# کرامت‌الله ایزدپناه
کرامت‌الله ایزدپناه، اولین استاد ممتاز دانشگاه شیراز در سال ۱۳۱۳ در جهرم متولد، و پس از گذراندن تحصیلات ابتدایی و متوسطه در مدارس جهرم و شیراز، در سال ۱۳۳۵ برای ادامه تحصیل وارد دانشگاه تهران شد و موفق گردید مدرک کارشناسی خود را در سال ۱۳۳۹ به عنوان رتبه اول دانشگاه در رشتهٔ کشاورزی کسب کند.
وی برای گذراندن مدارج علمی بالاتر عازم آمریکا شد و موفق گردید ابتدا مدرک کارشناسی ارشد خود را بین سال‌های ۱۳۴۰ تا ۱۳۴۲ و دکتری ویروس‌شناسی خود را بین سال‌های ۱۳۴۲ تا ۱۳۴۴ از دانشگاه کالیفرنیا در شهر دیویس دریافت نماید. پس از انجام تحقیقات در دانشگاه ایلینویز در سال ۱۳۴۴ تا ۱۳۴۵ به وطن بازگشت و از سال ۱۳۴۵ به تدریس در دانشگاه شیراز پرداخت.
ایزدپناه استاد و محقق برجسته دانشگاه شیراز، استاد نمونه کشوری، برگزیده مقام نخست تحقیقات بنیادی شانزدهمین جشنواره خوارزمی، برگزیده چهره‌های ماندگار، عضو آکادمی علوم جهان برای پیشرفت علم در کشورهای در حال توسعه TWAS، کسب جایزه علامه طباطبایی در سال ۱۳۹۰ از بنیاد ملی نخبگان، سردبیر مجلهٔ بیماری‌های گیاهی به مدت ۲۲ سال، معاونت آموزشی و تحقیقاتی دانشکده کشاورزی، معاونت و ریاست دانشکده کشاورزی دانشگاه شیراز، بنیان‌گذار و مدیر مرکز تحقیقات ویروس‌شناسی گیاهی دانشکده کشاورزی، مدیر قطب علمی ویروس‌شناسی، عضو پیوسته فرهنگستان علوم جمهوری اسلامی ایران، رئیس شاخه گیاه پزشکی گروه علوم کشاورزی فرهنگستان علوم، رئیس انجمن بیماری‌شناسی ایران، شناسایی، توصیف، نامگذاری و معرفی چند ویروس برای اولین بار در سطح جهانی، عضو American Phytopathological Soc، عضو International Organization of Citrus Virologists و انتشار بیش از ۶۵۰ عنوان کتاب و مقالات بین‌المللی و داخلی را در کارنامه خود دارد.